# Vắc-xin bệnh tả
Vắc xin trị bệnh dịch tả là các loại vắc-xin hiệu quả trong việc phòng ngừa bệnh bệnh tả. Chúng đạt 85% hiệu quả trong sáu tháng đầu và 50–60% trong năm đầu tiên. Hiệu quả này giảm xuống thấp hơn 50% sau hai năm. Khi một lượng lớn dân chúng được chích ngừa, lợi ích từ herd immunity có khả năng xảy ra với những người không được chích ngừa. World Health Organization khuyến cáo sử dụng vắc xin kết hợp với các biện pháp khác đối với các bệnh có rủi ro cao. Loại tiêu biểu được khuyến cáo sử dụng là uống hai hoặc ba liều vắc xin. Vắc xin dạng chích thường có sẵn tại một số khu vực trên thế giới, song việc có sẵn này thường ở mức thấp.

## Sự an toàn
Cả hai loại vắc xin dạng uống có sẵn này nói chung đều là loại an toàn. Có khả năng xảy ra cơn đau bụng hoặc tiêu chảy nhẹ. Chúng an toàn trong thời gian pregnancy và với loại vắc xin poor immune function. Chúng được cấp giấy phép sử dụng tại hơn 60 quốc gia. Chúng được sử dụng tại các quốc gia có bệnh phổ biến với chi phí thuộc loại hiệu quả  nhất.

## Xã hội và văn hóa
Loại vắc xin đầu tiên được sử dụng để trị bệnh dịch tả được triển khai vào cuối thế kỷ 18. Chúng là loại vắc xin đầu tiên được sử dụng rộng rãi sau khi được chế tạo tại phòng thí nghiệm. Vắc xin dạng uống được giới thiệu đầu tiên vào những năm 1990. Nó nằm trong World Health Organization's List of Essential Medicines, thuộc loại thuốc quan trọng, cần thiết  nhất trong health system cơ bản. Chi phí chích ngừa bệnh dịch tả là từ 0.1 đến 4.0 USD.

## 
Dukoral, một loại sử dụng qua đường uống dùng tế bào không hoạt động, có hiệu quả khoảng 52% cho năm đầu tiên sau khi uống và 62% cho năm tiếp theo, với ít tác dụng phụ. Loài này đã có mặt trên 60 quốc gia. Tuy nhiên, hiện nó không được đề xuất sử dụng từ Trung tâm phòng chống và khống chế dịch bệnh Hoa Kỳ (CDC) cho hầu hết những người đi từ Hoa Kỳ đến các nước có đặc hữu bệnh này. Một mũi vắc-xin tiêm được cho là có tác dụng 2 đến 3 năm. Hiệu quả bảo vệ thấp hơn 28% ở trẻ dưới 5 tuổi. Tuy nhiên, đến năm 2010, nó có nguồn cung cấp hạn chế.

## Các phần tham khảo
1. 1 2 3 4 5 6 7  "Cholera vaccines: WHO position paper" (PDF). Weekly epidemiological record. Quyển 13 số 85. ngày 26 tháng 3 năm 2010. tr. 117–128. PMID 20349546.
2. 1 2  Graves PM, Deeks JJ, Demicheli V, Jefferson T (2010). "Vaccines for preventing cholera: killed whole cell or other subunit vaccines (injected)". Cochrane Database Syst Rev. số 8. tr. CD000974. doi:10.1002/14651858.CD000974.pub2. PMID 20687062.{{Chú thích tạp chí}}:  Quản lý CS1: nhiều tên: danh sách tác giả (liên kết)
3. 1 2  Sinclair D, Abba K, Zaman K, Qadri F, Graves PM (2011). "Oral vaccines for preventing cholera". Cochrane Database Syst Rev. số 3. tr. CD008603. doi:10.1002/14651858.CD008603.pub2. PMID 21412922.{{Chú thích tạp chí}}:  Quản lý CS1: nhiều tên: danh sách tác giả (liên kết)
4. ↑  Stanberry, Lawrence R. (2009). Vaccines for biodefense and emerging and neglected diseases (ấn bản thứ 1). Amsterdam: Academic. tr. 870. ISBN 9780080919027.
5. ↑  "WHO Model List of EssentialMedicines" (PDF). World Health Organization. tháng 10 năm 2013. Truy cập ngày 22 tháng 4 năm 2014.
6. ↑  Martin, S; Lopez, AL; Bellos, A; Deen, J; Ali, M; Alberti, K; Anh, DD; Costa, A; Grais, RF; Legros, D; Luquero, FJ; Ghai, MB; Perea, W; Sack, DA (ngày 1 tháng 12 năm 2014). "Post-licensure deployment of oral cholera vaccines: a systematic review". Bulletin of the World Health Organization. Quyển 92 số 12. tr. 881–93. PMID 25552772.
7. ↑  "Is a vaccine available to prevent cholera?". CDC disease info: Cholera. ngày 22 tháng 10 năm 2010. Truy cập ngày 24 tháng 10 năm 2010.
8. ↑  Graves PM, Deeks JJ, Demicheli V, Jefferson T (2010). Graves, Patricia M (biên tập). "Vaccines for preventing cholera: killed whole cell or other subunit vaccines (injected)". Cochrane Database Syst Rev. số 8. tr. CD000974. doi:10.1002/14651858.CD000974.pub2. PMID 20687062.{{Chú thích tạp chí}}:  Quản lý CS1: nhiều tên: danh sách tác giả (liên kết)